# أبو سبرة الجعفي
أبو سبرة يزيد بن مالك بن عبد الله بن الذؤيب الجعفي المذحجي (نحو 40 ق هـ - 40 هـ / 585 - 660م): صحابي، شريف، ومن زعماء بني جعفي من مذحج ، قال عنه ابن عبد ربه: «من أشراف جعف: أبو سبرة، وهو يزيد بن مالك: كان وفد إلى النبي صلّى اللّه عليه و سلم فدعا له».وفد أبو سبرة في اثنين من ابناءه على النبي ﷺ، فدعاء له النبي، واقطعه وادي جردان باليمن، وهو من المهاجرين.
شهد الفتوح في عهد عمر بن الخطاب، وهو رأس قومه في معركة القادسية، وكان في ألفين وخمسمائة من العطاء. سكن الكوفة، وله عقب كثير بها يُقَالُ لهم آل سبرة.

## النسب
- هو : يزيد بن مالك بن عبد الله بن ذؤيب بن سلمة بن عَمْرو بن ذهل بن مران بن جعفي بن سعد العشيرة.[5]وذكرته بعض المصادر أبي سبرة النخعي تصحيف الجعفي.

أولد أبي سبرة ثلاثة أبناء هم: سبرة، وعبد الرحمن وكان اسمه عزيز وقيل عبد العزى نزلوا الكوفة، وشنفر وهو من زوجته الثانية كان باليمن.
- ابنه: سبرة بن يزيد بن مالك (نحو 15 ق هـ - 50 هـ): صحابي،[6] وفد مع أبيه على النبي،[7] يحدثه عنه عمير بن سعيد النخعي.[8]
- ابنه: عبد الرحمن بن أبي سبرة (نحو 10 ق هـ - 75 هـ): صحابي، من الفرسان الشجعان. وفد مع أبيه على النبي، وكان اسمه عزيز فغيره النبي عبد الرحمن. شهد فتوح العراق زمن عمر بن الخطاب. وكان رسول الأشتر النخعي إلى عثمان بن عفان في أمر انتخاب أبو موسى الأشعري واليا على الكوفة، فأقر عثمان اختيارهم. وكان ممن ثار على عثمان بن عفان مع الأشتر النخعي.[9]وهو ممن شهد على حجر بن عدي،[10]وكان على ربع مذحج وأسد في جيش عمر بن سعد الذي قاتل الحسين بن علي،[11] ولاه الحجاج بن يوسف الثقفي أصبهان سنة 75 هـ.[12]
- حفيده: خيثمة بن عبد الرحمن (نحو 16 هـ - 82 هـ): تابعي، من العلماء العباد الفرسان. أدرك كبار الصحابة، وحدث عن عبد الله بن مسعود،[13]كما روى عن: جده وأبيه وعمه، وعائشة بنت أبي بكر، وأبي هريرة، وطائفة من الصحابة.[14]وفيه العجلي يقول:«خيثُمة بن عبد الرحمن الجعفي: كوفي، تابعي، ثقة، وكان رجلا صالحًا وكان لباسًا، وكان يركب الخيل، وكان سخيًّا، وكانت لأبيه صحبة، ورؤي على إبراهيم النخعي قباء، فقيل له: من أين لك هذا؟ قال: كسانيه خيثُمة، ولم ينج من فتنة ابن الأشعث إلا رجلان: إبراهيم النخعي، وخيثمة».[15]توفي سنة 82 هـ بعد وقعة دير الجماجم،[16] ومات هو وأبو وائل شقيق بن سلمة في نفس العام، وقد نعاه أبو وائل.[17]
- حفيده: محمد بن عبد الرحمن (نحو 20 هـ - 100 هـ): فارس، من الأمراء الشجعان، قال عن ابن الكلبي: «محمد بن عبد الرحمن كان من فرسان العرب، وولي مسالح الري»، وكان خطيباً مفوهاً، قال عنه أبو مخنف:«وكان مُحَمَّد بن عبد الرحمن بن أبي سبرة الجعفي له لسان وبأس، غير أنه كان يفسد نفسه بالشراب».[18]وقد أرسله الحجاج الثقفي لقتال شبيب الخارجي سنة 76 هـ، فانهزم.[19]شارك في قتال الترك، وشهد فتح جرجان سنة 98 هـ،[20]وكان شيخا كبيرا يومها، وكان يعاتب آل المهلب في توليت الصغار وتركه، وفي ذلك حكى أبو مخنف عن محمد بن عبد الرحمن قوله:«أنتم ترشحون غلمان مذحج، وتجهلون حق ذوي الأسنان والتجارب والبلاء». وفي بلاءه في قتال الترك، قال ابن كثير:«حمل محمد بن عبد الرحمن بن أبي سبرة الجعفي - وكان فارسا شجاعا باهرا - على ملك الديلم فقتله وهزمهم الله، ولقد بارز ابن أبي سبرة هذا يوما بعض فرسان الترك، فضربه التركي بالسيف على البيضة فنشب فيها، وضربه ابن أبي سبرة فقتله، ثم أقبل إلى المسلمين وسيفه يقطر دما وسيف التركي ناشب في خوذته، فنظر إليه يزيد بن المهلب فقال: ما رأيت منظرا أحسن من هذا، من هذا الرجل؟ قالوا: ابن أبي سبرة. فقال: نعم الرجل لولا انهماكه في الشراب».[21]
- حفيده: إسماعيل بن عبد الرحمن الجعفي (نحو 30 هـ - 115 هـ): تابعي متشيع، وهو أخو خثيمة بن عبد الرحمن. يحدث عن: أبا الطفيل عامر بن واثلة، كما صحب محمد الباقر وروى عنه.[22][23] وكان أحد وجوه رجال الشيعة، فقيهاً، قليل الحديث، قال عنه النجاشي:«أوجههم إسماعيل، وهم بيت بالكوفة من جعفي يقال لهم بنو أبي سبرة».[24]ومن ولده: عمر بن إسماعيل من أصحاب جعفر الصادق وله كتاب في الحديث،[25][26] ومصقلة بن إسماعيل من أصحاب جعفر الصادق أيضاً.[27]
- حفيده: حصين بن عبد الرحمن الجعفي (نحو 40 هـ - 130 هـ): من رجال الشيعة، ويحدث عنه طعمة بن غيلان.[28]وولده بسطام بن حصين (70 هـ - 150 هـ): من وجهاء الكوفة، ومؤلف من كبار رجالات الشيعة،[29] وهو من أصحاب جعفر الصادق،[30] قال عنه النجاشي:«سطام بن الحصين بن عبد الرحمن الجعفي، ابن أخي خيثمة وإسماعيل، كان وجيها في أصحابنا، وأبوه وعمومته وكان أوجههم إسماعيل، وهم بيت بالكوفة من جعفي يقال لهم بنو أبي سبرة، منهم: خيثمة بن عبد الرحمن صاحب عبد الله بن مسعود».[24]

## إسلامه
تزوج أبي سبرة في الجاهلية مرأة من قومه، فأنجبت له ابنين هما: سبرة وعزيز، ثم ماتت، فتزوج أخرى، وهجر أبناءه، وفي ذلك يروي ابن الكلبي عن الوليد بن عبد الله الجعفي عن أبيه عن شيوخ قومه قالوا:«كانت عند أبي سبرة وهو يزيد بن مالك بن عبد اللَّه بن الذؤيب بن سلمة بن عمرو بن ذهل بن مروان بن جعفي امرأة منهم، فولدت له سبرة وعزيز، ثم ماتت فورثت ابناها إبلاً، ثم تزوج أبو سبرة أخرى، فجفا ابنيه ونحاهما عنه، فكانا في إبلها التي ورثاها من أمها».
فلما بلغ بنوه ظهور نبي في المدينة المنورة، سارعوا إليه في أول زمن الهجرة النبوية، فلما بلغ أبي سبرة خبرهم، لحق بهم، قال ابن الكلبي:«فلما بلغهما مهاجر النبي ﷺ قال سبرة لمولى لأمه، كان يرعى عليه: ابغني ناقة كنازاً ذات لبن، فأتاه بها فركبها، وهو يقول لأبيه:
ثم توجه سبرة إلى النبي ﷺ فأقبل أخوه عزيز، فقال للمولى: أين أخي؟ قال: ندت ناقته، فذهب في طلبها، فنظر في الإبل فلم ير شيئا، فقال للمولى: لتخبرني، فأخبره وأنشده البيتين، فدعا بناقة فركبها وهو يقول:
ولحق بالنبيّ ﷺ، ثم أقبل أبو سبرة، فقال للمولى: أين أخي؟ قال: ندت ناقته، فذهب في طلبها، فنظر في الإبل فلم ير شيئاً، فقال للمولى: أين ابناي؟ فأخبره خبرهما وأنشده شعريهما، فركبها وهو يقول:
ثم لحق بهما، وخلف عند المولى غلاما له يقال له: شنفرا فمكث المولى أياماً، ثم لحق بهم، وأنشأ يقول:
فأتى أبو سبرة النبي صلّى اللَّه عليه وسلّم ومعه ابناه فأسلموا، فقال النبي صلّى اللَّه عليه وسلّم لعزيز: ما اسمك؟ فقال عزيز، قال: لا عزيز إلا اللَّه، أنت عبد الرحمن. وقال أبو سبرة للنّبيّ ﷺ: إني بظهر كفي سلعة قد منعتني من خطام راحلتي، فدعا صلّى اللَّه عليه وسلّم بقدح، فجعل يضرب به على السلعة، ويمسحها، فذهبت، ودعا له ولابنيه، وأقطعه جردان واديا في بلاد قومه».

## معركة القادسية
كان جعفى إحدى مجموعة القبائل المذحجية الثلاث التي وفدت على عمر بن الخطاب من قبائل اليمن والسروات لما ندب العرب للفتوح، وفي ذلك قال ابن الأثير:«اجتمع إليه من نفر المسلمين وهو أربعة آلاف فيهم حُميضة بن النعمان بن حميضة على بارق، وعمرو بن معد يكرب وأبو سبرة بن ذؤيب على مذحج، ويزيد بن الحارث الصدائي على صداء وجنب  ومسلية، وبشر بن عبد الله الهلالي في قيس عيلان».
انضم أبي سبرة مع جعفي وأحلافها من مذحج إلى جيش سعد بن أبي وقاص، وخرجوا معه إلى العراق، وفي ذلك قال سيف بن عمر:«خرج سعد بن أبي وقاص من المدينة قاصدا العراق في أربعة آلاف، ثلاثة ممن قدم عليه من اليمن والسراة، وعلى أهل السروات حميضة بن النعمان بن حميضة البارقي وهم بارق وألمع وغامد وسائر إخوتهم في سبع مائة من أهل السراة، وأهل اليمن ألفان وثلاث مائة، منهم النخع بن عمرو. وجميعهم يومئذ أربعة آلاف مقاتلتهم وذراريهم ونساءهم، وأتاهم عمر في عسكرهم فأرادهم جميعا على العراق، فأبوا إلا الشام وأبى إلا العراق، فسرح نصفهم فأمضاهم نحو العراق، وأمضى النصف الآخر نحو الشام...وكان فيهم من حضرموت والصدف ستمائة عليهم شداد بن ضمعج، وكان فيهم ألف وثلاثمائة من مذحج على ثلاثة رؤساء: عمرو بن معد يكرب على بني منبه - وهو زبيد - وأبو سبرة بن ذؤيب على جعفي ومن في حلف جعفي من إخوة جزء وزبيد - وزيد - وأنس الله ومن لفهم، ويزيد بن الحارث الصدائي على صداء وجنب ومسلية في ثلاثمائة، هؤلاء شهدوا من مذحج فيمن خرج من المدينة مخرج سعد منها».